# コンピュータ・リテラシー
コンピュータ・リテラシーは、コンピュータを操作して、目的とする作業を行い、必要な情報を得ることができる知識と能力を持っていること。
なお、リテラシーとはことばの原義としては読み書きができる能力をあらわしており、理解してそれを運用できる能力は第二義である。さらにコミュニケーション能力全般を指すことばとなり、現在では、コミュニケーションにかかわる特定の分野における処理能力を指すようになった。
たとえばこの『ウィキペディア（Wikipedia）』にアクセスして、必要な項目を検索して情報を得ることができる、執筆・編集に参加することができる、ということは、ある程度のコンピュータ・リテラシーを持っている、ということであると言えるだろう。
コンピュータ・リテラシーは、1970年代後半に情報機器としてのコンピュータが普及し始めた当初は、プログラム言語に関する読み書き能力を持つこと、さらにコンピュータについての技術的な専門知識を持っていることを指していた。しかし、情報化社会の急速な進展にともない、そうした専門的な知識を持つことではなく、日常生活のなかでコンピュータを操作して目的を達成する能力をさすようになってきた。
また、インターネットが普及し、コンピュータネットワーク上に様々な情報が氾濫する昨今、
特に「インターネットを用いた情報の取得方法」及び「その情報の真偽を確かめ、情報を取捨選択する能力」
という意味合いも含むことがある。そのため、情報・リテラシーとはっきりとした区別はされていない。